# Cryptocentrum longipetalum
Cryptocentrum longipetalum är en orkidéart som beskrevs av Germán Carnevali. Cryptocentrum longipetalum ingår i släktet Cryptocentrum, och familjen orkidéer. Inga underarter finns listade i Catalogue of Life.